# Dogstar
Dogstar - američki sastav koji je bio aktivan od sredine 1990-ih do ranih 2000-ih. Sastav je nastupio 1996. na festivalu Zwemdokrock (Lummen, Belgija) i 1999. na festivalu Glastonbury (Velika Britanija), te je izdao EP i dva albuma. Sastav je dobio medijsku pažnju zahvaljujući svom basistu, poznatom američkom glumcu Keanuu Reevesu.

## Članovi
- Bret Domrose - vokal, gitara
- Keanu Reeves - bas, prateći vokal
- Robert Mailhouse - bubnjevi, udaraljke, prateći vokal

## Povijest
Keanu Reeves i Robert Mailhouse sreli su se u supermarketu 1991.: Mailhouse je nosio pulover hokejaškog kluba Detroit Red Wings, a Reeves (obožavatelj sporta i bivši hokejaš) je pitao Mailhousea da li mu je potreban vratar. Mailhouse je televizijski glumac koji je glumio u sapunici NBC-a Days of our Lives i Seinfeldu. Nakon što su postali prijatelji, počeli su svirati zajedno. Sastav je promijenio nekoliko postava prije nego što im se pridružio Bret Domrose kao vokal i gitarist 1994. Na kraju su odlučili svirati uživo, što je Reeves kasnije opisao kao "veliku pogrešku". Sastav se prvobitno nazvao Small Fecal Matter, zatim BFS (Big Fucking Shit, ili Big Fucking Sound), prije nego što su se odlučili za ime "Dogstar", koje je Mailhouse našao u knjizi "Sexus" iz trilogije Ružičasto raspeće Henryja Millera. 
Godine 1995. nastupili su kao predgrupa Bon Jovija u Australiji i Novom Zelandu te se pojavili na najavi za koncert zajedno s Davidom Bowiejem. Dogstar se također pojavio u dva filma: Ellie Parker (2005.) i Me and Will (1999.). Dogstar je imao nekoliko značajnijih nastupa kao predgrupa Rancidu i Weezeru (Weezer je pak prvi put nastupio kao predgrupa Dogstaru). Dogstar je izdao EP od četiri pjesme početkom 1996., Quattro Formaggi, za kojim je slijedio njihov debitantski album Our Little Visionary, koji je bio distribuiran samo u Japanu, no imali su obožavatelje širom svijeta pa su svirali u SAD-u, Velikoj Britaniji, Australiji i Indiji. U Indiji su nastupali na dodjeli za filmsku nagradu Indije, Zee Cine Awards.
Iako su članovi sastava imali drugih obaveza, snimili su album Happy Ending 1999., kojeg su producirali Michael Vail Blum i Richie Zito. Domrose je nazvao glazbu na tom albumu "pop agresivniju" od ranijih uradaka. Posljednji put su nastupili u listopadu 2002. u Japanu, nakon čega su se ubrzo razišli. Domrose je nastavio nastupati solo, kratko je svirao gitaru u sastavu Berlin i trenutno stvara glazbu za film i televiziju. Reeves i Mailhouse su kasnije svirali u sastavu Becky. Reeves je napustio sastav zbog drugih obaveza.

## Značajniji nastupi
- 1995. Hollywood Palladium (predgrupa Davidu Bowieju; uključili su obradu pjesme Pinka Floyda)
- 1996. Zwemdokrock (Lummen, Belgija)
- 1999. Glastonbury (Velika Britanija)

## Diskografija
- 1996.: EP Quattro Formaggi (Zoo Entertainment)
- 1996.: album Our Little Visionary (Zoo Entertainment)
- 2000.: album Happy Ending (Ultimatum Music)
- 2004.: pjesma "Shine" na albumu posvećenom sastavu Mr. Big: Influences & Connections - Volume One: Mr. Big ("Shine" se prvobitno pojavio na albumu Mr. Biga - Actual Size)